# Chanel-Kostüm

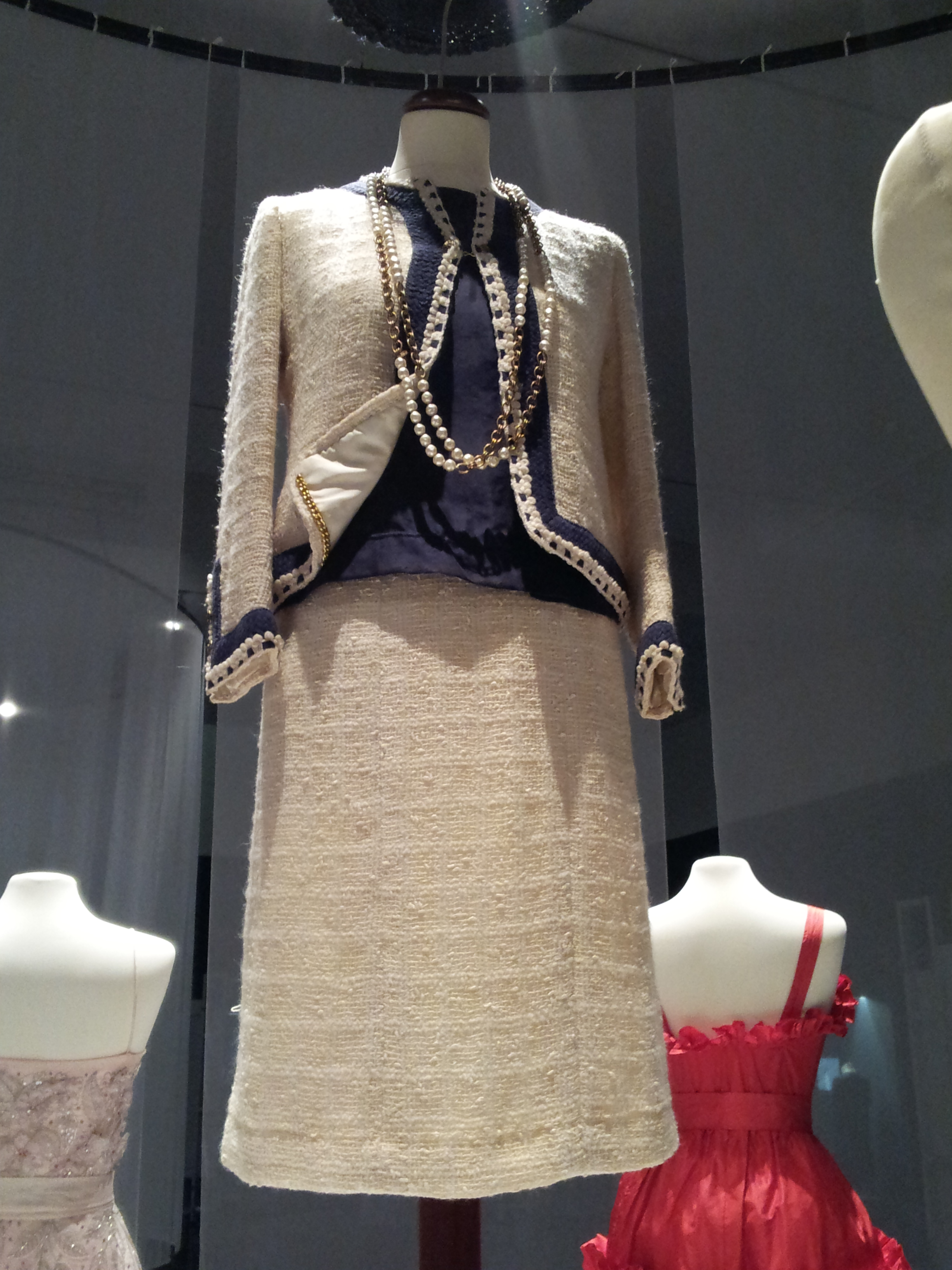
Chanel-Kostüm, späte 1960er Jahre mit der eingenähten Goldkette im Saum

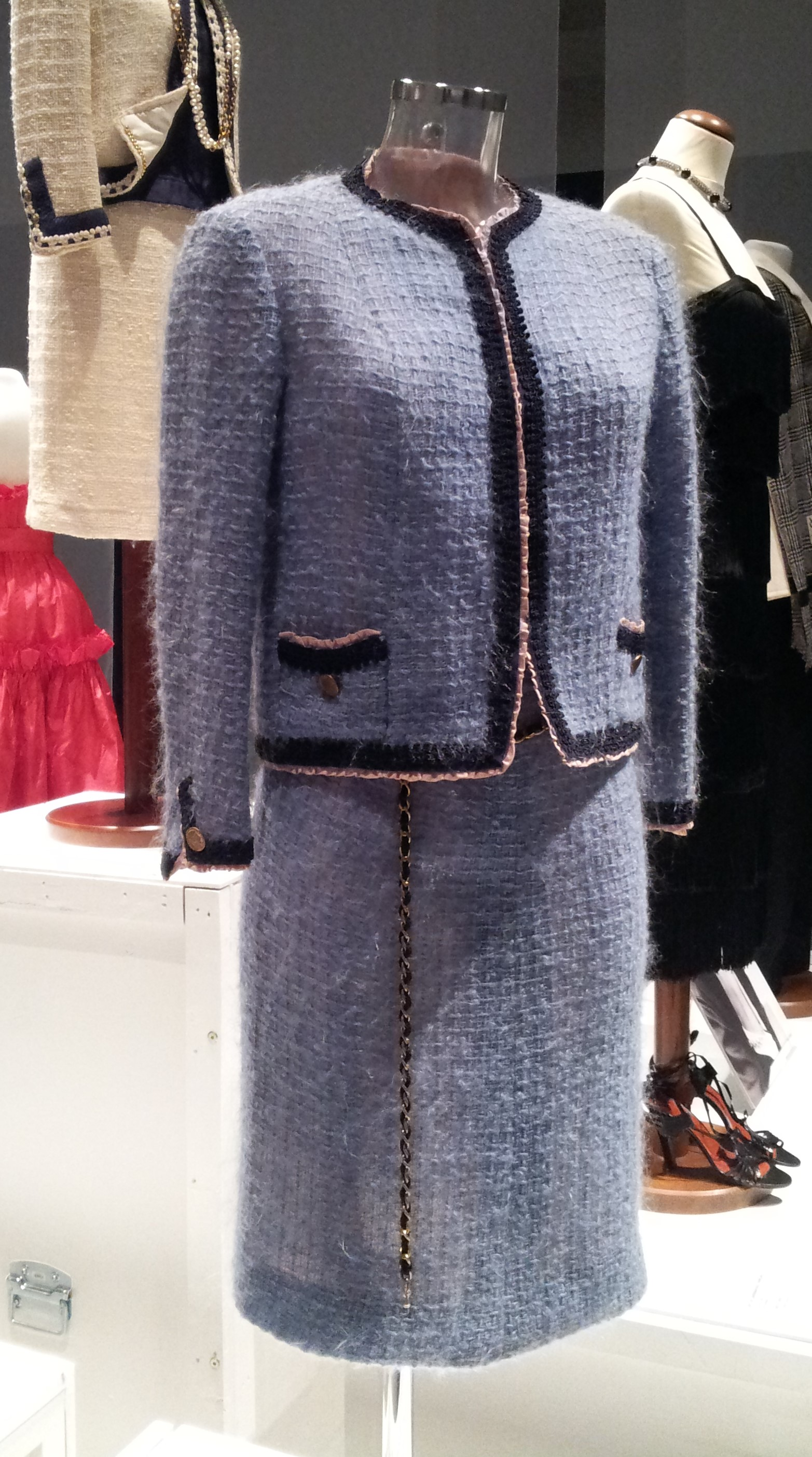
Fliederfarbenes Chanel-Kostüm, 1965

Das Chanel-Kostüm (im frz. Original „Tailleur Chanel“) wurde am 5. Februar 1954 von Gabrielle „Coco“ Chanel anlässlich der Eröffnung ihres Pariser Modesalons vorgestellt.
Der einfache, gerade Schnitt, die verwendeten Stoffe sowie die charakteristischen Accessoires sind die Kennzeichen des Chanel-Kostüms, das sich seit den 1950er Jahren trotz zahlreicher Varianten und Modifikationen in seiner Grundform erhalten hat.

## Geschichte
Die Ursprünge des Kostüms liegen in einem Modell mit einer kurzen Cardigan-Jacke, das Coco Chanel bereits 1925 aus englischem Tweed entworfen hatte. Coco Chanel setzte mit dem bequemen Zweiteiler modisch das Gestaltungsprinzip Form follows function um. Das schlichte Kostüm aus meliertem Tweed, Wolljersey, Bouclé oder Bourretteseide besteht aus einer kastenförmigen, meist kragenlosen, hüftlangen Jacke, häufig mit aufgesetzten Taschen und Kanten, die entweder gesteppt oder mit farbigen Borten eingefasst sind, sowie einem knielangen, leicht ausgestellten, ursprünglich vierbahnigen Rock. Im Rock befanden sich versteckt kurze Taschen für Zigaretten und Taschentücher sowie verdeckte Falten oder Schlitze, um eine möglichst hohe Bewegungsfreiheit zu gewährleisten.
Charakteristisches Merkmal der leicht taillierten Kostüm-Jacke waren die über die Ärmel fortlaufende Schulternaht, hoch angesetzte, schmale Ärmel, die so geschnitten sind, dass die Jacke auch bei Bewegung der Arme nicht verrutscht, sowie dezente Schulterpolster, die stets eine gerade Silhouette garantieren. Entlang der Säume wurden goldfarbene Ketten und vergoldete Bleigewichte eingenäht, um einen perfekten Sitz zu gewährleisten.
Die klassische Chanel-Jacke hatte vier in Brust- und Hüfthöhe aufgesetzte, gerade geschnittene Taschen. Moderne Kreationen verzichten mitunter auf zwei oder auf alle Taschen. Die Jacke wird entweder gar nicht, mit einem Knopf oder einer Kette in Brust- oder Taillenhöhe, einer meist einreihigen Knopfleiste oder einem schlichten Reißverschluss geschlossen. Das Futter der Jacke wird individuell auf die Hauptfarbe des Oberstoffs oder auf die dazugehörige Bluse abgestimmt. Klassisch wurde zu einem Chanel-Kostüm eine pastellfarbene Bluse mit Schlingkragen aus Seidengeorgette getragen.

## Accessoires
Neben verschiedenfarbigen Borten und Beschwerungsketten sind die Kostüme durch ikonografisch wiederkehrende Accessoires gekennzeichnet. Die Knöpfe früher Kostüme orientierten sich am Material des Oberstoffs, später wurden die Goldknöpfe oder Knöpfe in Stofffarbe mit dem Chanel-Signet zum Erkennungszeichen des Kostüms.
Karl Lagerfeld nutzte die klassischen Stilelemente und begründete Ende der 1980er Jahre mit den Goldketten und dem Markenlogo den Kultstatus der Marke Chanel. Die klassischen Beschwerungsbänder der Säume verwendete der Designer nun zunehmend als Accessoire in Form von großen, goldenen Ketten als Dekorelement für das Kostüm, als Gürtel oder als Gestaltungselement von Chanel-Taschen und -Hüten. Die charakteristischen Borten des Kostüms verwendete er auch für andere Chanel-Kleidungsstücke und Accessoires, und das charakteristische Markenlogo setzte er als Statement-Ketten und Stoffmuster für Kleidungsstücke, Schals und Strümpfe wirkungsvoll in Szene. Die typischen Gestaltungselemente des Chanel-Kostüms verwendete er auch bei Mantel- und Kleiderentwürfen sowie bei Feinstrickwaren.
Häufig werden zu einem klassischen Chanel-Kostüm als Schmuck eine oder mehrere Perlenketten getragen, die – wie von Coco Chanel in die Modewelt eingeführt – nicht unbedingt aus echten Perlen bestehen müssen. Kombiniert wurde das Kostüm häufig mit der im Februar 1955 eingeführten Handtasche Chanel 2.55, zweifarbigen Slingpumps sowie mit einem zum Kostüm passenden Pillbox-Hut.

## Kulturgeschichtliche Bedeutung
Bei der Vorstellung des Kostüms 1954 fiel die 130 Entwürfe umfassende Kollektion als altbackene Nähwerke „einer aus dem vorigen Jahrhundert übriggebliebenen Spießbürgerin“ bei einem Großteil der europäischen Modepresse durch. Die Kundschaft  – insbesondere in Amerika – hingegen nahm die Kostüm-Kollektion begeistert an, und in kürzester Zeit avancierte der Zweiteiler zum Standardkleidungsstück für die elegante Frau der 1950er und 1960er Jahre. Das Kostüm stellt Coco Chanels Pendant zum Herrenanzug für die emanzipierte Dame dar und setzte sich damit klar von der in den 1950er Jahren etablierten Mode des von Christian Dior begründeten New Look ab, der durch weit schwingende Röcke, kombiniert mit schmal geschnittenen Oberteilen und engen Taillen gekennzeichnet war. Coco Chanel wollte ein zeitloses, elegantes Kleidungsstück kreieren, das durch unterschiedliche Accessoires sowohl am Tag als auch am Abend zu tragen ist.

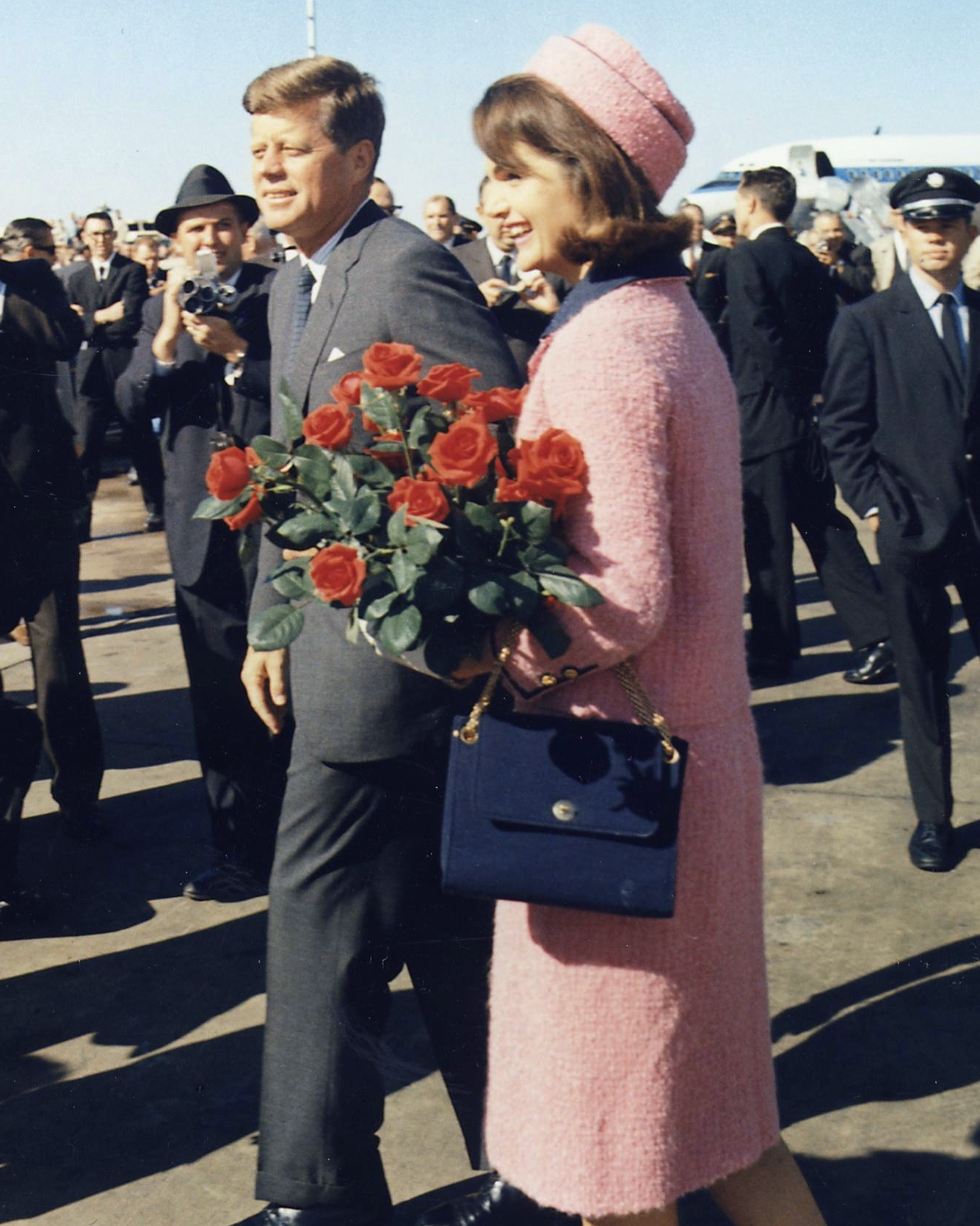
John F. und Jaqueline Kennedy bei der Ankunft in Dallas am 22. November 1963

Im Jahr 1983 übernahm Karl Lagerfeld die Haute-Couture-Abteilung des Hauses Chanel, ein Jahr später auch die Prêt-à-Porter-Kollektion. Lagerfeld modifizierte und modernisierte die klassischen Chanel-Kostüme: Er variierte Farben, Silhouetten, Jacken- und Rocklängen, verwendete neue Stoffe und Accessoires, ersetzte die klassischen Borten durch Fransen und präsentierte das Chanel-Kostüm sowohl in den Haute-Couture- als auch in den Prêt-à-Porter-Kollektionen.
Heute zählt das Chanel-Kostüm zu den Mode-Klassikern. Zu den Personen des öffentlichen Lebens und internationalen Stars, die das Kostüm populär machten, zählten unter anderem Marlene Dietrich, Jaqueline Kennedy, Brigitte Bardot, Grace Kelly, Romy Schneider, Ingrid Bergman, Elizabeth Taylor, Gala Éluard Dalí, Prinzessin Diana, Inès de la Fressange, Claudia Schiffer und Anna Wintour. Obwohl sich der Grundschnitt des Kostüms im Laufe der Zeit nur wenig verändert hat, lässt sich ein Chanel-Kostüm anhand der Stoffmuster, Knöpfe, Accessoires und der Ausführung der Borten datieren. Für ein Modell aus der Prêt-à-Porter-Kollektion sind vier- bis fünfstellige Beträge zu zahlen, die Haute-Couture-Modelle sind entsprechend höherpreisig.
Chanel-Kostüme werden heute weltweit in vielen Museen ausgestellt, unter anderem im Kunstgewerbemuseum Berlin, Museum für Angewandte Kunst Köln, im Metropolitan Museum of Art oder im Musée des Arts Décoratifs in Paris.

## Kopien
Bereits zu Lebzeiten Coco Chanels wurde der Schnitt oft von zahlreichen Designern kopiert. Coco Chanel duldete derartige Nachahmungen ausdrücklich, da sie zur weiten Verbreitung dieses Kostümstils beitrugen.
So sagt unter anderem Karl Lagerfeld, das pinkfarbene Kostüm, das Jaqueline Kennedy am 22. November 1963 in Dallas trug, sei aus patriotischen Gründen eine originalgetreue Kopie eines Chanel-Kostüms von Oleg Cassini, der alle Materialien in Paris kaufte, das Kostüm aber in New York bei Chez Ninon schneidern ließ.